# Phantom (console de jeux)
Pour les articles homonymes, voir Phantom.

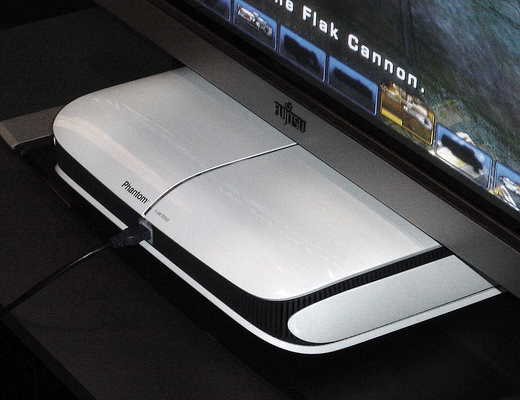
Présentation de la Console Phantom

La Phantom était une console de jeux vidéo vaporware développée par Phantom Entertainment (ex-Infinium Labs), une entreprise de Floride. Annoncée en 2002, elle devait permettre de télécharger et de jouer à des jeux PC par le biais du Phantom Game Service. 
En août 2006, toute référence à la console a été retirée du site web de Phantom Entertainment. Cette même année, le Phantom Game Service devint un logiciel pour PC, comparable à l'offre Steam.

## Fiche technique
- Processeur Athlon Xp 2500+.
- Mémoire vive pouvant aller jusqu'à 256 Mo de DDR.
- Carte vidéo nVidia GeForce FX5700 Ultra
- Son Dolby Digital 7.1 Surround.
- Disque dur de 40 Go.
- Carte mère avec un chipset nForce 2 Ultra 400
- Support sans fil (manettes, clavier, souris sans fil).
- Carte réseau 10/100BASE-T Ethernet.
- Support S-Video, PAL et RCA Component.
- 2 ports USB et 4 ports de manettes.